# Gamma Hydrae
Gamma Hydrae is een ster in het sterrenbeeld Waterslang. De ster heeft een magnitude van 2,99, wat het de op een na helderste ster in het sterrenbeeld maakt. De afstand van de ster is 127,8 lichtjaar en de spectraalklasse G8III. 